# Javania antarctica
Espèce
Statut CITES
Javania antarctica est une espèce de coraux appartenant à la famille des Flabellidae.